# Олівія Паолі
Олівія Паолі (ісп. Olivia Paoli, 1855—1942, Понсе, Пуерто-Рико) — пуерториканська суфражистка, мислителька, журналістка і активістка за права жінок. Учасниця Жіночого соціально-політичного союзу.

## Життєпис
Була сестрою Антоніо Паолі, пуерто-риканського тенора.
У 1875 році Паолі одружилася з Маріо Браскі, і у них було дев'ять дітей: Амалія, Селена, Хуліо, Естела, Маріо, Аїда, Поліуто, і близнюки Анхель і Анхеліно. Маріо Браскі був ліберальним журналістом, який зазнавав політичного переслідування іспанцями в 1880 році.

## Вибрані твори
- Corona literaria a la memoria de Mario Braschi (1894)